# جانيس روبنسون
جانيس روبنسون (بالإنجليزية: Janice Robinson)‏ هي ملحنة ومغنية مؤلفة ومغنية أمريكية، ولدت في 8 ديسمبر 1967.

## وصلات خارجية
- جانيس روبنسون على موقع ميوزك برينز (الإنجليزية)
- جانيس روبنسون على موقع ديسكوغز (الإنجليزية)